# Вінаго-помпадур
Вінаго-помпадур (Treron pompadora) — вид голубоподібних птахів родини голубових (Columbidae). Ендемік Шрі-Ланки. Раніше вважався конспецифічним з сіролобими, світлоголовими, андаманськими, філіппінськими і буруйськими вінаго.

## Опис
Довжина птаха становить 28 см. Виду притаманний статевий диморфізм. Крила відносно короткі, хвіст довгий, голова невелика. У самців лоб і горло яскраво-жовто-зелені, верхня частина голови сиза, груди і живіт зеленуваті, гузка жовтувато-біла. Плечі і спина темно-бордові. Махові пера мають жовті края, на покривних перах крил помітна жовта смуга. Дзьоб біля основи зелений, на кінці сіруватий або сизий. Навколо очей кільця червоної голої шкіри, очі сині, лапи червонуваті. У самиць спина і плечі оливково-зелені. Голос — приємний, м'який свист, що включає 3-4 довгі ноти, що чергуються з 7-9 швидкими висхідними і нисхідними нотами.

## Поширення і екологія
Вінаго-помпадури живуть у сухих і вологих тропічних лісах Шрі-Ланки. Зустрічаються на висоті до 1000 м над рівнем моря. Живляться плодами. Сезон розмноження триває з грудня по червень. Гніздяться на деревах або в чагарниках. В кладці 2 яйця.